# Ijé
Ijé (también llamada Ijé: The Journey) es una película dramática nigeriana de 2010, dirigida por Chineze Anyaene y con las actuaciones de Omotola Jalade Ekeinde, Genevieve Nnaji y Odalys García. Está considerada la primera película creada por una nigeriana  fuera de su país y se la ha catalogado dentro del género de «Nollywood de la diáspora».

## Argumento
Chima (Genevieve Nnaji) viaja desde Nigeria a los Estados Unidos para ayudar a su hermana Anya (Omotola Jalade-Ekeinde), acusada de haber matado a tres hombres, entre ellos, a su marido.

## Reparto
- Omotola Jalade Ekeinde
- Genevieve Nnaji
- Odalys García
- Jeff Swarthout
- Clem Ohameze
- Ulrich Que
- Jon Woodward

## Recepción
Nollywood Reinvented calificó a la película con un 68% y elogió el hecho de que tratara diversos temas.
The Independent comentó: «Ijé es un retrato externo, despiadado, de los prejuicios sociales de Estados Unidos, uno que no pueden construir las películas de Hollywood. Anyaene roza la comedia social también; mi intercambio favorito es el que tiene la protagonista, Chioma, mientras investiga un hogar estadounidense de blancos y ricos. El pequeño dueño de la casa abre la puerta y exclama: "¡Ya donamos a la fundación Jolie-Pitt todos los años, gracias de todos modos!"». El crítico de cine Gbenga Awomodu, en su reseña para CP Africa, elogió la cinematografía y la actuación. Además mencionó que el largometraje «pone en evidencia algunos temas importantes para el mundo de hoy, como el amor, el racismo, la cultura, el estigma y la vida como inmigrante en un país extranjero». También enfatiza que el filme ilustra las luchas culturales entre Nigeria y los Estados Unidos, en cuanto a las actitudes acerca de la violación y la cultura de la vergüenza, el silencio y el estigma que se asocian con ella.
La película recibió varios reconocimientos, entre ellos se cuentan el premio a la excelencia en Festival Internacional de Cine de Canadá, el premio Golden Ace en el de Las Vegas, la palma de plata en el de México, el premio  Melvin van Peebles en el Festival Negro de San Francisco, y el premio a mejor estudiante internacional en el Festival de Swansea Bay, entregado por Catherine Zeta-Jones y Michael Sheen.